# Scano di Montiferro
Scano di Montiferro (Iscanu in sardo) è un comune italiano di 1 381 abitanti della provincia di Oristano in Sardegna.
Scano si trova a 385 metri sul livello del mare nella subregione del Montiferru e fa parte della diocesi di Alghero-Bosa.

## Geografia fisica

### Territorio
Il paese è situato in prossimità della costa centro-occidentale della Sardegna, ai piedi della catena montuosa del Montiferru, a circa 380 metri sul livello del mare e un'elevazione massima di 948 metri sulla punta del monte "sa Patada". Dista 65 km da Alghero, 18 km da Bosa, 18 km da Macomer e 50 km da Oristano. Il clima è umido temperato. L'abitato è situato a ridosso dei colli di San Giorgio, Santa Croce, Iscala rubja e del promontorio di Monte Ruinas.

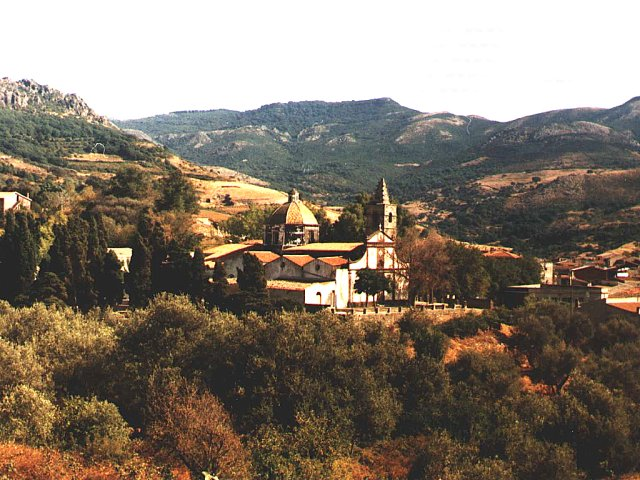
Vista panoramica

### Idrografia
All'interno dell'abitato sono presenti numerose fontane e sorgenti nonché corsi d'acqua quali:
- Su canale 'e Panne Manca - Riu 'e Puba - Riu 'e Salighes - Riu 'e Tuvu
- Riu 'e Tusio - Riu 'e Frida
- Rioro
- Fissula
- Maramadau - S'assoju

Nel territorio comunale sono da ricordare le sorgenti di Sant'Antioco che forniscono l'acqua potabile a numerosi paesi del circondario. Sono tra le più grandi della Sardegna, con una portata d'acqua che, in inverno e in primavera, raggiunge i 200 litri al secondo.

## Storia

### La Preistoria, la dominazione cartaginese e i Romani
L'area fu abitata già in epoca nuragica, fatto testimoniato dalla presenza nel territorio di numerosi nuraghi. Se ne contano in totale 46, dei quali il più importante è il nuraghe Nuracale, sito a circa 2 chilometri dal centro abitato. Come tutta la Sardegna, anche Scano ha conosciuto la dominazione cartaginese e poi anche romana. Durante questo periodo, il centro di Scano dipese dal vicino oppido di Gurulis Nova (l'attuale Cuglieri). Il Cristianesimo arrivò a Scano intorno al III secolo, e anche il paese sperimentò feroci persecuzioni, che ebbero luogo in una zona del centro abitato nota come "Montrigu 'e Reos" ("Colle dei Colpevoli"), dove vennero martirizzati i primi cristiani della zona. 

### I Bizantini e il periodo giudicale
In un centro interno come poteva essere Scano, la dominazione bizantina fu esercitata maggiormente da un punto di vista religioso più che politico: nelle zone circostanti al paese sorsero diversi monasteri bizantini, la cui memoria resta viva nella tradizione orale. Proprio in questo periodo fu introdotto il culto di Santi che erano maggiormente venerati in Oriente, tra cui Santa Vittoria, San Giorgio, San Nicolò e Santa Barbara. 
In seguito all'indebolimento dell'impero bizantino e alla divisione della Sardegna in giudicati, Scano fece parte dei domini del Giudicato di Torres, oltre che della curatoria del Montiverru. Nel sito in cui ai giorni nostri si trova la chiesa parrocchiale di San Pietro apostolo, sorgeva un monastero di camaldolesi fondato dal giudice di Torres Costantino III e da sua moglie Marcusa, che venne poi demolito agli inizi del XVII secolo per fare spazio a una chiesa più grande, a causa dell'incremento del numero di fedeli.
Alla caduta del giudicato di Torres (1259), Scano passò sotto l'amministrazione del Giudicato di Arborea fino al 1410, quando, durante le guerre per la conquista aragonese della Sardegna, a seguito della battaglia di Sanluri, il territorio perse la sua indipendenza e cadde sotto il controllo degli aragonesi.
Per motivi attribuibili alle guerre e alla epidemia di peste che nel 1300 sconvolse l'Europa, i limitrofi insediamenti medievali di
San Leonardo de Siete Fuentes e Lucentina (oltre che i piccoli centri medievali che costellavano il paese) persero importanza e abitanti, per cui questi si stabilirono in gran parte a Santu Lussurgiu, ma anche a Scano Montiferro.

### La dominazione aragonese e spagnola
L'arrivo degli aragonesi determinò inoltre la cacciata dei Camaldolesi dal territorio scanese, in quanto troppo legati alle politiche pisane. Secondo la leggenda, durante la loro fuga, i monaci portarono con sé le più grandi ricchezze che erano presenti nel loro monastero, per poi maledire l'abitato scanese.
In questo periodo la Sardegna conosce la pratica del feudalesimo. Nel 1417 il paese venne incorporato nella baronia di Montiferro, data in feudo dal Re d'Aragona Alfonso V il Magnanimo a Guglielmo de Montagnana.
La dominazione aragonese (e poi spagnola) fu sempre contrastata dalle resistenze degli abitanti del Montiferru, tanto che anche in epoca spagnola il colle di Montrigu 'e Reos venne utilizzato per giustiziare i criminali di vario genere.

### Il periodo sabaudo
Nel 1720, l'intera Sardegna passò alla dominazione sabauda, e nel 1847 avvenne la cosiddetta "unione con gli Stati sardi della terraferma".

### Dal primo Novecento alla caduta del Regno d'Italia
Solamente nell'inizio del Novecento, a Scano migliorarono le condizioni di vita, grazie all'ampliamento dei servizi pubblici, a una maggiore scolarizzazione e alla costruzione di migliori strade di collegamento con i vicini paesi di Sagama e Cuglieri, che ruppe così l'isolamento di cui soffriva il paese. 
A causa della Grande Guerra, ben 60 scanesi morirono al fronte, mentre altri 60 furono feriti.
Il ventennio fascista fu particolarmente duro anche a Scano, come testimoniano i numerosi provvedimenti contro la popolazione civile. La forte opposizione scanese nei confronti dell'autorità fascista è da ricercare nel forte radicamento delle idee propagandate dai sardisti, i cui sostenitori non hanno mai cessato le loro attività politiche di opposizione e resistenza. 
Solamente negli anni '20 venne aperto un asilo infantile (a cui per un breve periodo fu affiancato un orfanotrofio femminile), affidato alla gestione delle suore del Cottolengo. 
Nel 1927 Scano passa dalla provincia di Cagliari a quella di Nuoro, ricostituita da Mussolini. 
Dal 1940 al 1945, il Regno d'Italia si trovò coinvolto nelle attività belliche della Seconda Guerra Mondiale, a causa della quale persero la vita 23 scanesi.
Questi anni furono molto burrascosi anche per la popolazione scanese. In questo periodo si registrarono ben due grandi rivolte: la prima, scoppiata il 15 marzo 1943, ha visto la partecipazione di ben 200 donne radunate di fronte al municipio, che protestavano contro il razionamento dei viveri; la seconda scoppiò invece nel gennaio 1944, nonostante le varie misure varate dalla Tenenza dei Carabinieri di Bosa. La causa di tale agitazione fu il malgoverno del commissario Giuseppe Rizzo.
Al termine della guerra si tenne il referendum riguardante la forma istituzionale dello Stato italiano e, in linea con i risultati della Sardegna, anche a Scano Montiferro vinse la Monarchia, con ben 1063 voti (63% delle preferenze). La storia repubblicana ha visto a Scano la formazione di due grandi schieramenti politici: quello della DC e del Psd'Az. Ad ogni modo, si può dire che la prima abbia esercitato nel paese una quasi ininterrotta egemonia di ben trent'anni, sebbene talvolta si è assistito ad alleanze politiche anche tra i due partiti. Un terzo partito con una forte presenza radicata era il PCI, che trovava largo sostegno tra le fasce più umili della popolazione. 

### La storia repubblicana
In questo periodo, Scano conobbe un importantissimo spopolamento, dovuto all'emigrazione verso Paesi come Francia, Belgio, Germania e Argentina, causando la perdita di un'importantissima fetta della popolazione.
Dal punto di vista dell'istruzione, nel 1951 si assistette all'inaugurazione del caseggiato scolastico, che al tempo comprendeva le scuole Elementari e il cosiddetto Avviamento, mentre le scuole Medie aprirono solamente negli anni '60.
Nel 1974 il comune passa dall'amministrazione provinciale di Nuoro a quella di Oristano.
Il progressivo miglioramento della qualità della vita ha solo in parte frenato lo spopolamento del borgo, che oggi soffre di un rapporto morti-nascite pari a circa 2:1, per quanto sia un realtà un dato decisamente migliore rispetto a quelli dei comuni limitrofi.
Recentemente, il Comune di Scano Montiferro (suffisso aggiunto in seguito all'Unità d'Italia) cambiò nome in Scano di Montiferro.

### Simboli
Lo stemma e il gonfalone del comune di Scano di Montiferro sono stati concessi con decreto del presidente della Repubblica italiana dell'8 gennaio 1999.
Il gonfalone è un drappo partito di azzurro e di bianco.

## Monumenti e luoghi d'interesse

### Architetture religiose

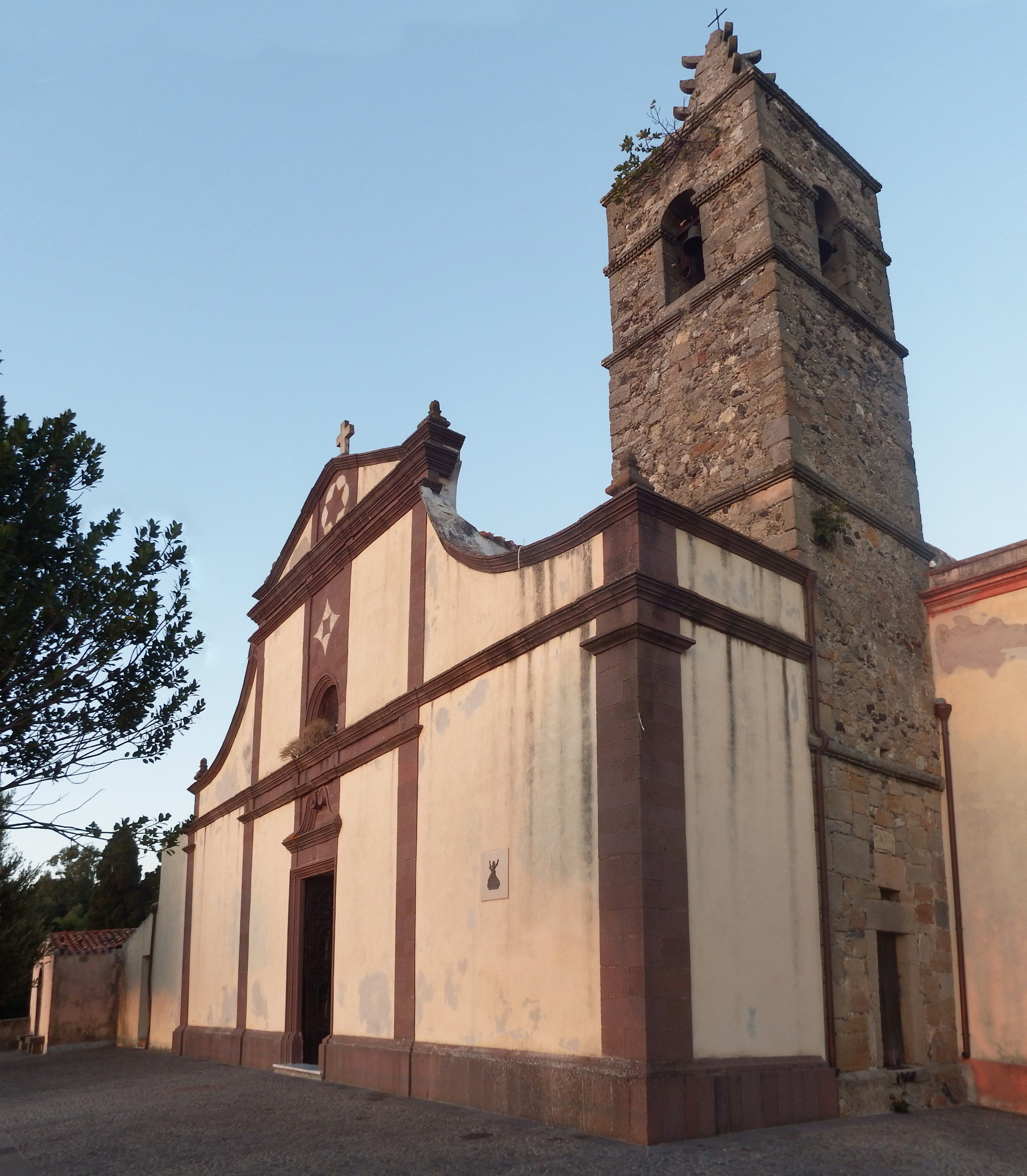
Chiesa di San Pietro (Scano Montiferro)

- Chiesa parrocchiale di San Pietro apostolo
- Oratorio del Rosario (Letoriu de josso)
- Oratorio delle Anime (Letoriu de subra)
- Oratorio di San Nicolò
- Chiesa di San Giorgio (Campestre)
- Chiesa di Sant'Antioco (Campestre)
- Chiesa di Santa Barbara (Campestre)
- Chiesa di Santa Croce (Campestre)
- Chiesa di Santa Vittoria (Campestre)
- Chiesa di Pedras doladas (Campestre)

#### Chiesa di Sant'Antioco
Tra tutte merita un particolare approfondimento la chiesa rurale di Sant'Antioco, ubicata a circa 6 km dal Comune.  La chiesa fu costruita probabilmente nel 1636.
L'edificio è a pianta rettangolare, ad aula unica, affiancato sulla sinistra dalla sacrestia e su entrambi i lati dai "pendentes" o "pennentes", piccoli ambienti la cui funzione fu quella di ospitare pellegrini e devoti che desideravano soggiornare nella località durante il periodo della novena e della festa del Santo.

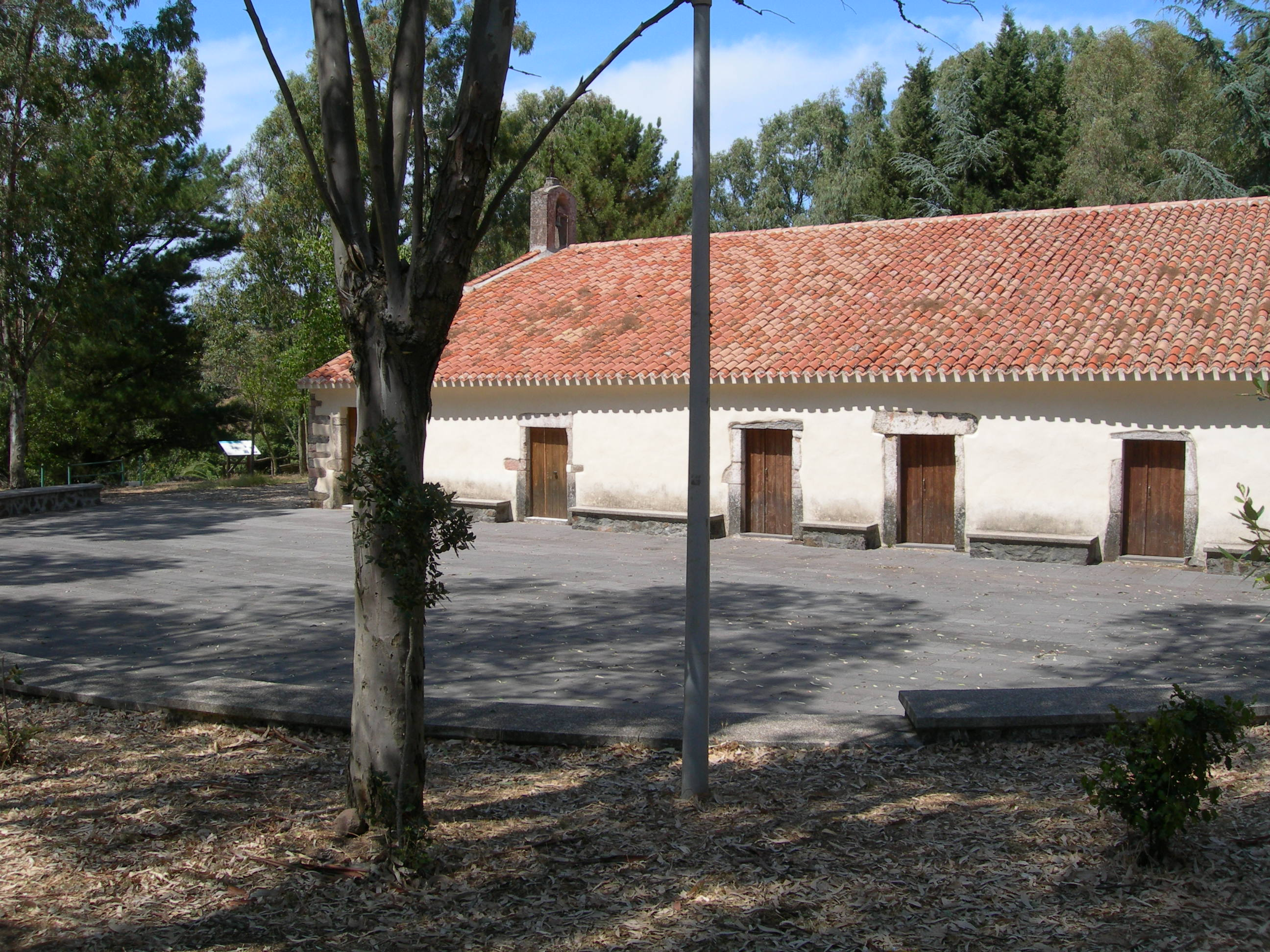
La chiesa con in evidenza le porte di ingresso dei "pendentes"

La facciata della chiesa, a capanna, ha la parte centrale, in cui si apre il portale, in pietre squadrate lasciate a vista, e un coronamento a cornice alle cui estremità sono inseriti due acroteri a forma piramidale. Al centro è conclusa da un campanile a vela.
Sopra il portale si apre una grande finestra rettangolare, unica fonte di luce per la chiesa.
L'edificio ha copertura in legno a due spioventi, su archi a tutto sesto, in pietra a vista.
Il pavimento è in lastre di trachite.
Pur essendo una chiesa campestre, rispetto alle altre presenti nel territorio di Scano Montiferro ha struttura più elaborata, forse perché la devozione al Santo in essa venerato, che attirava grande folla anche dai paesi del circondario, aveva generato
il bisogno di ingrandire la chiesa con l'annessione dei sopra indicati "pennentes".
Ancora oggi centinaia di fedeli provenienti da Scano e da tutto il circondario, pregando devotamente Sant'Antioco gli chiedono la grazia di ottenere la guarigione e il conforto nella sofferenza. Nel presbiterio quadrangolare è ubicato l'altare ligneo
acquistato nel 1848 dalla chiesa bosana di Santa Croce per il prezzo di 15 lire.
Recentemente restaurato (nel 1999, ma non a regola d'arte in quanto l'operazione ha fatto perdere la doratura dei fregi floreali in oro zecchino su sfondo blu cobalto dando al monumento un aspetto monocromatico color legno con sfondo tendente al verde con venature finto marmo. Inoltre è stato privato del sima, cioè del cornicione terminale soprastante, per cui oggi l'altare appare incompleto...), esso è adibito ad ospitare la statua del Santo che viene portata in processione dal vicino paese di Scano nelle località campestre due volte all'anno, in occasione delle feste che si svolgono il secondo lunedì dopo Pasqua e l'ultimo lunedì di agosto (ovvero il secondo lunedì dopo ferragosto), ma su questa data è ancora oggi in corso una discussione se si debba prendere in considerazione l'ultimo lunedì, festa del santo o l'ultima domenica, giorno in cui, una volta, veniva trasportato il simulacro dal paese alla chiesa di campagna per la celebrazione della festa.
In assenza della statua l'altare ospita una tavola dipinta ad olio con l'effigie del Santo, opera del pittore svizzero Emilio Scherer che soggiornava a Bosa verso la fine del XIX secolo.
Il culto di Sant'Antioco è molto antico ed ebbe un enorme impulso dopo il ritrovamento delle reliquie del Santo avvenuto nell'isola di Sant'Antioco il 18 marzo 1615 per opera dell'arcivescovo di Cagliari, monsignor Francesco d'Esquivel.
Il Santo, originario della Mauritania (regione dell'Africa settentrionale), venne fatto esiliare dall'imperatore Adriano nell'isola di Sulci (odierna Sant'Antioco di Sulcis) in quanto professava la fede cristiana e si rifiutava di adorare gli dei pagani.
Qui egli esercitò la sua attività di medico operando nello stesso tempo molte conversioni.
La tradizione vuole che Antioco morisse il 13 novembre dell'anno 127.
Grazie al gesuita scanese Salvatore Pala, docente di matematica e teologia all'Università di Cagliari, Scano ebbe la fortuna di avere nello stesso anno del ritrovamento delle reliquie una vertebra del santo, e fu proprio questa circostanza a far nascere l'idea della costruzione di una chiesa in suo onore in un territorio ricco di acque, dalla rigogliosa vegetazione, e che inoltre presentava il vantaggio di trovarsi a poca distanza dal paese.

### Siti archeologici

#### Nuraghi
- Abbauddi
- Altòriu
- Arbucchi
- Baddeona
- Barisone
- Beranula
- Mura de Bolaola
- Columbalzos (o Cuncula B)
- Cuncula
- Cunculu
- Curadores
- Donnigheddu

- Ennari
- Funtana 'e Corbos

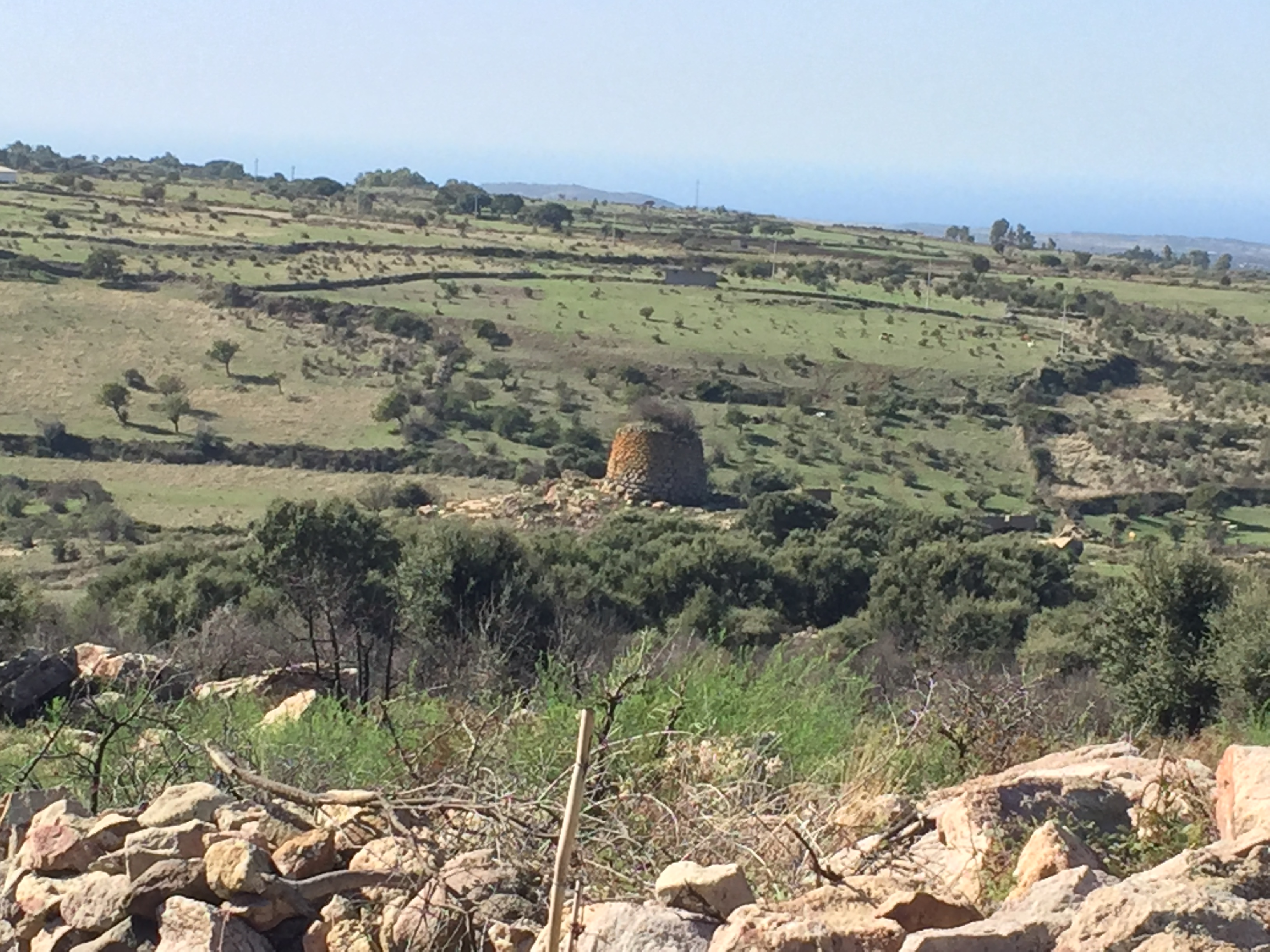
Nuraghe Abbauddi

- Jannas (Scano di Montiferro - Flussio - Sagama)
- Leari
- Lobos
- Lobos B
- Mura de Mazzala
- Mazzaledda
- Mesu 'e rios
- Muradu Arca
- Mura de Nuracale
- Mura de Nurtaddu
- Orosu

- Padra
- Pischinales
- Porcos
- Primidiu
- Rittos
- Sa Chessa
- Sa Cobelcada (Sagama?)
- Sa figu ranchida
- Sagòla
- Salàggioro
- Salamàttile

- Mura de Sant'Albara
- S'adu 'e Santa Silbana
- S'Arca
- S'Arca B
- S'Ena
- S'ozzu 'e lavru
- Su Cadalanu
- Sulù
- Tibuddari
- Tripichi o Bentr'e Pichiri
- Uràssala
- Villaggio nuragico di Luzzanas

### Luoghi di interesse naturalistico
- Sorgenti di Sant'Antioco
- Monumento naturale Sa Roda Manna
- Parco degli uccelli

## Società

### Evoluzione demografica
Abitanti censiti

### Lingue e dialetti
La variante del sardo parlata a Scano di Montiferro è quella logudorese centrale o comune.

### Etnie e minoranze straniere
Secondo i dati ISTAT, al 1 gennaio 2023 la popolazione straniera residente a Scano di Montiferro era di 21 persone, pari all'1,5% della popolazione. Le nazionalità sono così ripartite:
- Romania, 9
- Regno Unito, 3
- Germania, 2
- Belgio, 1
- Finlandia, 1
- Repubblica Ceca, 1
- Marocco, 1
- Senegal, 1
- Stati Uniti d'America, 1
- Brasile, 1

### Tradizioni e folclore

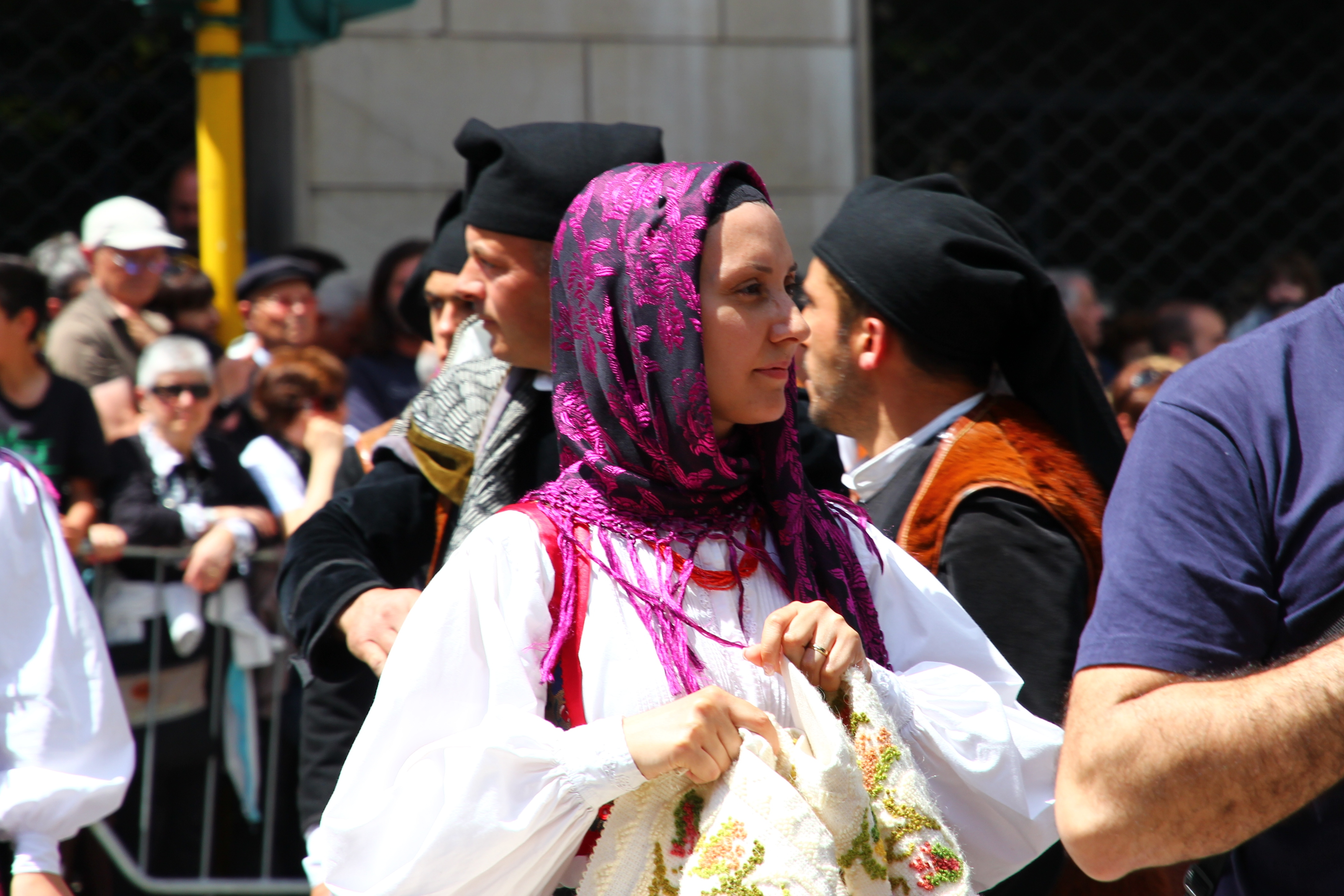
Costume tradizionale

Le tradizioni di Scano sono mantenute vive dalla storia del paese, dalla sua collocazione geografica e dall'onore dei suoi abitanti. Scano presenta il tipico canto "a cuncordu" , comune a tutta l'area del Montiferru-Planargia, ma con la particolarità del basso gutturale tipico del canto "a tenore", questa tradizione è molto viva nel paese ed è facile che durante le feste giovani e adulti formino "cuncordos" improvvisati e inizino a cantare. Su cuncordu accompagna da secoli i riti della Settimana Santa (Sa chida santa) con i canti del Miserere, dello Stabat Mater, "Sette ispadas de dolore" e delle Laudi mattutine del Venerdì Santo. In passato esistevano i canti ordinari della liturgia che venivano eseguiti da su cuncordu, ma sono andati perduti nel tempo. Su cuncordu possiede inoltre un ricco repertorio profano, rappresentato dai canti come su traju, sos muttos, sa 'oghe rea, su ballu tundu, sa dansa, su ballu cantigu e su ballitu, con numerose poesie di poeti scanesi come Ti' Antoni Piludu e Ninni Piras. È ancora molto viva anche la tradizione del ballo. I balli di Scano sono: su ballu sardu (a ballu tundu), sa dansa, su ballu cantigu (a passu torrau), su ballittu e su dillaru. Fra i suonatori del ballo scanese si ricordano Salbadore Rosa (Ti' Mericanu), che succedendo al padre in questo ruolo ha caratterizzato singolarmente il ballo di Scano.

#### Eventi
- San Pietro apostolo (patrono): 29 giugno
- Beata Vergine Regina di Tutti i Santi: 11 settembre - I festeggiamenti si svolgono dal 10 al 13 settembre.
- Sa festa 'e totta idda Ogni 4 anni nei mesi di luglio e agosto - la prossima si svolgerà nel 2024
- Sant'Antioco martire sulcitano: secondo lunedì dopo Pasqua, ultimo lunedì di agosto, 13 novembre.
- Sant'Antoni 'e su fogu: 17 gennaio. La sera prima è tradizione accendere un grande fuoco, con la legna donata da tutti gli scanesi.
- Sfilata "Mascaras" Tradizionali Sarde in cui è presente la maschera del paese chiamata S'Ainu Orriadore, di recente scoperta, con una sua valenza storica. Essa si aggiunge alla lunga lista di maschere isolane antiche e arcaiche.

## Geografia antropica

### Rioni del paese

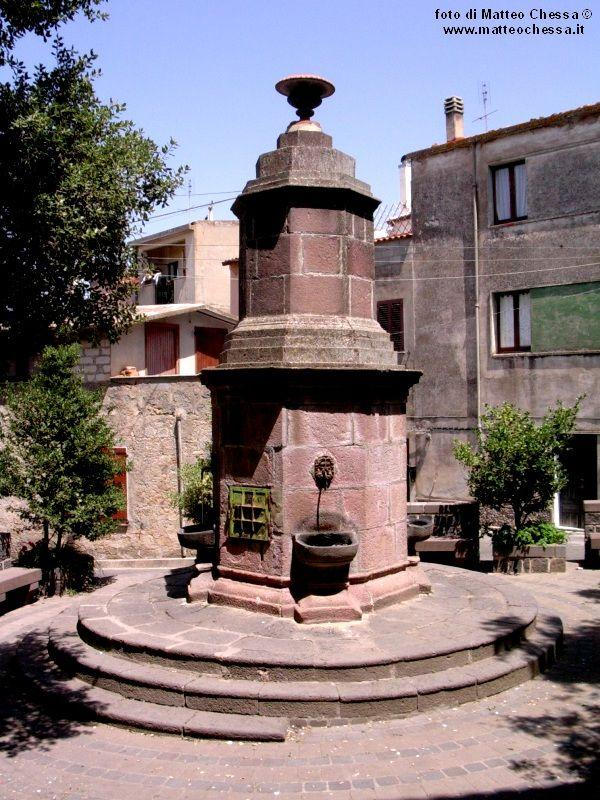
Carrel'e funtana

- Carrela 'e Cresja
- Carrela 'e Funtana
- Carrela 'e Iscola
- Carrela manna / Istrada
- Carrela 'e mesu
- Carrela 'e Puthu
- Frida
- Funtana 'ezza
- Iscala rubja

- Ladaralzos
- Maramadau
- Montrigu 'e Reos
- Puba
- Puthu 'e cannas
- Rioro
- Sa rocchitta
- Sa serra
- Sajoro

- Salighes
- Sant'Anna
- Santu Jolzi
- Santu Nigola
- S'iscal'e sa corte
- Su furraghe
- Su samunadolzu
- Turre
- Tusio